# Born Under A Bad Sign
Born Under a Bad Sign je studijski album kojega je 1967. snimio američki blues glazbenik Albert King za kuću Stax Records. Smatra se jednim od najvažnijih albuma u povijesti bluesa, s obzirom na to da je King u svojim pjesmama nastojao "modernizirati" njegov zvuk. Pjesme s albuma su kasnije obrađivali drugi izvođači.

## Reizdanje albuma
Sundazed Records je 1998. izdao novo izdanje s dvije dodatne pjesme, uključujući mono snimke "Funk-Shun" i "Overall Junction", čiji je autor također Albert King.